# Angola az 1988. évi nyári olimpiai játékokon
Angola a dél-koreai Szöulban megrendezett 1988. évi nyári olimpiai játékok egyik részt vevő nemzete volt. Az országot az olimpián 4 sportágban 27 sportoló képviselte, akik érmet nem szereztek.

## Atlétika
Férfi
| Versenyző         | Versenyszám | Előfutam | Előfutam | Előfutam | Negyeddöntő | Negyeddöntő | Negyeddöntő | Elődöntő | Elődöntő | Elődöntő | Döntő   | Döntő    |
| Versenyző         | Versenyszám | Idő      | Hely.    | Össz.    | Idő         | Hely.       | Össz.       | Idő      | Hely.    | Össz.    | Idő     | Helyezés |
| ----------------- | ----------- | -------- | -------- | -------- | ----------- | ----------- | ----------- | -------- | -------- | -------- | ------- | -------- |
| Arménio Fernandes | 100 m       | 10,92    | 8.       | 77.      | kiesett     | kiesett     | kiesett     | kiesett  | kiesett  | kiesett  | kiesett | kiesett  |
| Arménio Fernandes | 200 m       | kizárták | kizárták | kizárták | kiesett     | kiesett     | kiesett     | kiesett  | kiesett  | kiesett  | kiesett | kiesett  |
| João N'Tyamba     | 800 m       | 1:53,23  | 6.       | 56.      | kiesett     | kiesett     | kiesett     | kiesett  | kiesett  | kiesett  | kiesett | kiesett  |
| Eugénio Katombi   | 1500 m      | 3:54,25  | 13.      | 48.      |             |             |             | kiesett  | kiesett  | kiesett  | kiesett | kiesett  |
| João Carvalho     | Maraton     |          |          |          |             |             |             |          |          |          | 2:40:45 | 74.      |

| Versenyző          | Versenyszám | Selejtező             | Selejtező             | Döntő    | Döntő    |
| Versenyző          | Versenyszám | Eredmény              | Helyezés              | Eredmény | Helyezés |
| ------------------ | ----------- | --------------------- | --------------------- | -------- | -------- |
| António dos Santos | Hármasugrás | érvényes ugrás nélkül | érvényes ugrás nélkül | kiesett  | kiesett  |

Női
| Versenyző           | Versenyszám | Előfutam | Előfutam | Előfutam | Negyeddöntő | Negyeddöntő | Negyeddöntő | Elődöntő | Elődöntő | Elődöntő | Döntő   | Döntő    |
| Versenyző           | Versenyszám | Idő      | Hely.    | Össz.    | Idő         | Hely.       | Össz.       | Idő      | Hely.    | Össz.    | Idő     | Helyezés |
| ------------------- | ----------- | -------- | -------- | -------- | ----------- | ----------- | ----------- | -------- | -------- | -------- | ------- | -------- |
| Guilhermina da Cruz | 100 m       | 12,47    | 7.       | 59.      | kiesett     | kiesett     | kiesett     | kiesett  | kiesett  | kiesett  | kiesett | kiesett  |
| Guilhermina da Cruz | 200 m       | 25,62    | 7.       | 53.      | kiesett     | kiesett     | kiesett     | kiesett  | kiesett  | kiesett  | kiesett | kiesett  |

## Cselgáncs
| Versenyző           | Versenyszám  | Csoport | Selejtező                   | 32-es főtábla                       | Nyolcaddöntő                    | Negyeddöntő       | Elődöntő          | Vigaszág nyolcaddöntő               | Vigaszág negyeddöntő | Vigaszág elődöntő | Bronz- mérkőzés   | Döntő             | Helyezés |
| Versenyző           | Versenyszám  | Csoport | Ellenfél Eredmény           | Ellenfél Eredmény                   | Ellenfél Eredmény               | Ellenfél Eredmény | Ellenfél Eredmény | Ellenfél Eredmény                   | Ellenfél Eredmény    | Ellenfél Eredmény | Ellenfél Eredmény | Ellenfél Eredmény | Helyezés |
| ------------------- | ------------ | ------- | --------------------------- | ----------------------------------- | ------------------------------- | ----------------- | ----------------- | ----------------------------------- | -------------------- | ----------------- | ----------------- | ----------------- | -------- |
| Abbão Bartolomeu    | Légsúly      | B       | erőnyerő                    | Hoszokava Sindzsi (JPN) · 0000–1000 | kiesett                         | kiesett           | kiesett           |                                     |                      |                   |                   |                   | 20.      |
| Luis Fortunato      | Harmatsúly   | B       | erőnyerő                    | Bruno Carabetta (FRA) · 0000–0201   | kiesett                         | kiesett           | kiesett           |                                     |                      |                   |                   |                   | 20.      |
| Lotuala N’Dombassy  | Könnyűsúly   | A       | Sven Loll (GDR) · 0000–1100 |                                     |                                 |                   |                   | Johannes Wohlwend (LIE) · 0010–0020 | kiesett              | kiesett           | kiesett           |                   | 9.*      |
| Ricardo José Boy    | Váltósúly    | A       | erőnyerő                    | Pascal Tayot (FRA) · 0000–1000      | kiesett                         | kiesett           | kiesett           |                                     |                      |                   |                   |                   | 20.      |
| José António Inácio | Középsúly    | B       | erőnyerő                    | Ószako Akinobu (JPN) · 0000–0210    | kiesett                         | kiesett           | kiesett           |                                     |                      |                   |                   |                   | 19.      |
| Moisés Torres       | Félnehézsúly | A       |                             | erőnyerő                            | Theo Meijer (NED) · 0000–1000   | kiesett           | kiesett           |                                     |                      |                   |                   |                   | 12.      |
| Helder de Carvalho  | Nehézsúly    | A       |                             | erőnyerő                            | Andrzej Basik (POL) · 0000–0200 | kiesett           | kiesett           |                                     |                      |                   |                   |                   | 13.      |

* - Az A csoportban szereplő, eredetileg bronzérmes brit Kerrith Brownt utólag kizárták, ezért N’Dombassy a 11. helyett a 9. helyen végzett.

## Ökölvívás
| Versenyző              | Versenyszám   | Selejtező                  | 32-es főtábla              | Nyolcaddöntő                | Negyeddöntő       | Elődöntő          | Döntő             | Helyezés |
| Versenyző              | Versenyszám   | Ellenfél Eredmény          | Ellenfél Eredmény          | Ellenfél Eredmény           | Ellenfél Eredmény | Ellenfél Eredmény | Ellenfél Eredmény | Helyezés |
| ---------------------- | ------------- | -------------------------- | -------------------------- | --------------------------- | ----------------- | ----------------- | ----------------- | -------- |
| Manuel Gomes           | Harmatsúly    | Slimane Zengli (ALG) · 0:5 | kiesett                    | kiesett                     | kiesett           | kiesett           | kiesett           | 33.      |
| Adão N'Zuzi            | Váltósúly     | Fidèle Mohinga (CAF) · 0:5 | kiesett                    | kiesett                     | kiesett           | kiesett           | kiesett           | 33.      |
| Apolinário de Silveira | Nagyváltósúly | erőnyerő                   | Mohamad Orungi (KEN) · RSC | Richie Woodhall (GBR) · 0:5 | kiesett           | kiesett           | kiesett           | 9.       |

RSC – a mérkőzésvezető megállította a mérkőzést

## Úszás
Férfi
| Versenyző         | Versenyszám    | Előfutam | Előfutam | Előfutam | Döntő   | Döntő   | Döntő   | Helyezés |
| Versenyző         | Versenyszám    | Idő      | Hely.    | Össz.    | Típus   | Idő     | Hely.   | Helyezés |
| ----------------- | -------------- | -------- | -------- | -------- | ------- | ------- | ------- | -------- |
| Pedro Lima        | 50 m gyors     | kizárták | kizárták | kizárták | kiesett | kiesett | kiesett | kiesett  |
| Pedro Lima        | 100 m gyors    | 55,53    | 7.       | 62.      | kiesett | kiesett | kiesett | kiesett  |
| Pedro Lima        | 100 m pillangó | 59,21    | 4.       | 42.      | kiesett | kiesett | kiesett | kiesett  |
| Jorge Gomes       | 100 m pillangó | 1:09,60  | 7.       | 51.      | kiesett | kiesett | kiesett | kiesett  |
| Gaspar Fragata    | 100 m mell     | 1:16,18  | 3.       | 59.      | kiesett | kiesett | kiesett | kiesett  |
| Vivaldo Fernandes | 100 m mell     | 1:17,98  | 5.       | 61.      | kiesett | kiesett | kiesett | kiesett  |

Női
| Versenyző       | Versenyszám    | Előfutam | Előfutam | Előfutam | Döntő   | Döntő   | Döntő   | Helyezés |
| Versenyző       | Versenyszám    | Idő      | Hely.    | Össz.    | Típus   | Idő     | Hely.   | Helyezés |
| --------------- | -------------- | -------- | -------- | -------- | ------- | ------- | ------- | -------- |
| Nádia Cruz      | 100 m mell     | 1:24,46  | 4.       | 42.      | kiesett | kiesett | kiesett | kiesett  |
| Ana Martins     | 100 m mell     | 1:24,01  | 3.       | 41.      | kiesett | kiesett | kiesett | kiesett  |
| Ana Martins     | 50 m gyors     | 29,74    | 8.       | 49.      | kiesett | kiesett | kiesett | kiesett  |
| Elsa Freire     | 50 m gyors     | 29,54    | 8.       | 47.      | kiesett | kiesett | kiesett | kiesett  |
| Elsa Freire     | 100 m hát      | 1:15,56  | 5.       | 39.      | kiesett | kiesett | kiesett | kiesett  |
| Elsa Freire     | 100 m pillangó | 1:12,27  | 7.       | 39.      | kiesett | kiesett | kiesett | kiesett  |
| Elsa Freire     | 100 m gyors    | 1:05,47  | 8.       | 55.      | kiesett | kiesett | kiesett | kiesett  |
| Carla Fernandes | 100 m gyors    | 1:08,15  | 7.       | 57.      | kiesett | kiesett | kiesett | kiesett  |
| Carla Fernandes | 100 m hát      | 1:21,58  | 6.       | 41.      | kiesett | kiesett | kiesett | kiesett  |